# گمنشافت و گزلشافت
گماین‌شافت و گزل‌شافت (به آلمانی: Gemeinschaft und Gesellschaft) یا اجتماع و جامعه بیانگر سنخ‌شناسیِ جامعه‌شناس آلمانی، فردیناند تونیس هست که به ترتیب معادل‌های Community و Society در انگلیسی و اجتماع و جامعه در پارسی برای آنها در نظر گرفته می‌شود.
جامعه بیانگر اجتماعی است که در پیشاتجدد به صورت یک خانواده بزرگ یا قبیله و قوم تجلی می‌کرد و جلوه‌هایی از آن در روزگار تجدد نیز دیده می‌شود. در عین حال گمنشافت و گزلشافت را می‌توان به عنوان دو روی یک سکه و دو نوع روابط اجتماعی هم‌زمان هم تعبیر کرد. روابط اجتماعی در جامعه بر پایه عاطفه، سنت، خویشاوندی و دوستی قرار دارد. به عبارت دیگر پایه طبیعی اجتماع در آداب عامیانه، عرفیات و تصورات عموم وجود دارد، بر عکس هر جا که شهرنشینی رونق می‌یابد، فرهنگ به عنوان ابزار ضروری آن ظاهر می‌شود.

## جهانی شدن
اریک هابسبام استدلال کرد همان‌طور که جهانی شدن کل سیاره را به گونه‌ای فزاینده از راه دور از «جامعه» تبدیل می‌کند، همین‌طور سیاست هویت جمعی با بازگرداندن مصنوعی پیوستگی‌ها و هویت گروهی به دنبال بازسازی ساختگی ویژگی‌های «اجتماع» است.
فردریک جیمسون برای باقی مانده مناطق «اجتماع»، حسادت دوگانه‌ای را برجسته می‌کند که توسط «جامعه» ایجاد شده‌است، حتی اگر وجود آنها پوسیده باشد.

## خارج از جامعه‌شناسی
اصطلاح آلمانی جامعه در کسب و کار، برای «شرکت سهامی» مانند شرکت سهامی با مسئولیت محدود استفاده می‌شود و اجتماع برای شناسایی گروه‌هایی بکار می‌رود که دارای وفاداری عاطفی «دوجانبه» بیشتری هستند یا ادعا می‌گردد عنصر «دوجانبه» بیشتری دارند. یک کاربرد مهم جامعه در نام آلمانی برای جامعه اقتصادی اروپا است.

## آخرین نسخه
- جامعه و جامعه، ۱۸۸۰–۱۹۳۵. ، اد.و. بتینا کلاوزن و دیتر هازلباخ، د گرویتر، برلین / بوستون، ۲۰۱۹ (نسخه کامل فردیناند تونیس، ۲ جلد).